# 鄧福初
鄧福初（?—?），江西省臨江府新淦縣人，清朝政治人物、同進士出身。
光緒九年（1883年），参加癸未科殿試，登進士三甲17名。同年五月，著以主事分部学习。